# Święciechowa
Święciechowa is een dorp in het Poolse woiwodschap Groot-Polen, in het district Leszczyński. De plaats maakt deel uit van de gemeente Święciechowa en telt 2640 inwoners.